# Обична буква
Европска буква или само буква (лат. Fagus sylvatica), је врста високог листопадног дрвета. Одговара јој умерена и влажна клима. Осетљива је на ране и касне мразеве. Врста је сенке и достиже зрелост доста касно; на отвореном простору око 40-те године, а у густим састојинама и до 60-те.

## Распрострањеност
Ареал европске букве распростире се од Шкотске и Скандинавије на северу до Сицилије ) и Корзике на југу. Источна граница ареала пружа се на југ преко Источне Пруске, Пољске, преко Карпата до Балканског полуострва. У средњој и северној Европи расте у нижим пределима, док у јужним деловима ареала расте на високим планинама.

## Изглед
Европска буква достиже висину 30-40 м и пречник стабла до 2 м. На горњој граници ареала стабла су знатно нижа, искривљена и жбунастог облика. Кора европске букве је танка, сива и глатка. Пупољци вретенасти, зашиљеног врха, дуги до 2 цм, на гранама спирално распоређени. Листови су овални, дуги 4-10 цм, по ободу цели или благо валовити. Лице листа је тамнозелено, сјајно и голо, а наличје светлије, у младости длакаво дуж нерава и по ободу. Цветови су једнополни. Мушки груписани до 20 у лоптастим цвастима на висећим дршкама дужине до 20 цм. Женски груписани по 2-4 у купули у пазуху листа, на дршкама дужине 2 цм. Купула је обрасла кончастим љуспама. Плод буквица је троугласт, дуг 10-16 мм. Европска буква цвета истовремено са листањем, а плодови сазревају током септембра-октобра. Коренов систем је срцаст – у почетку вертикалан са израженом жилом срчаницом, а касније се формирају снажне бочне жиле.
- Крошња
- Лист
- Мушке и женске цвасти
- Распукла купула са буквицама
- Грана са плодовима
- Кора дебла
- Коренов систем

## Употреба
Буква је једна од најзначајнијих шумских врста. Дрво букве користи се у различите сврхе: за гориво, у индустрији намештаја и грађевинарству, за добијање целулозе и др.
Семе букве користило се у људској исхрани од праисторије. Сакупља се са земље, када буквице отпадну. По укусу је најсличније семену лешника. Још је Плиније писао да је буквица од свих орашица најслађа за јело. Буквице се користе у исхрани најчешће сирове али се могу и пећи попут питомог кестена, самлети у брашно или се из њих може цедити уље. Хлеб са додатком брашна од буквиног жира на Кавказу се сматра специјалитетом, а уље од буквица убраја се у најквалитетнија јестива уља. Претерана конзумација сировог семена може довести до сметњи у варењу али печене нису шкодљиве.

## Значај у озелењавању
Европска буква има велики значај у озелењавању, посебно за велике парковске површине. Погодна је за формирање великих група и састојина, али може бити незамењива и као солитерно стабло. Посебно њене украсне форме. Добро подноси орезивање, па се од ње могу формирати густе живе ограде.

## Украсне форме
Познат је већи број украсних форми:
- ’Fastigiata’ – пирамидалне крошње, грана уперених ка врху
- ’Laciniata’ – листови издужени, перасто дељени
- ’Pendula’ – жалосна форма; основне гране дуге до 6 м, падају вертикално надоле
- ’Purpurea’ – листови тамноцрвене боје
- ’Purpurea Pendula’ – жалосна форма са тамноцрвеним листовима
- ’Quercifolia’ – стабло ниског раста, листови по ободу режњевити, подсећају на листове храста
- ’Quercoides’ – кора стабла и старијих грана дубоко испуцала, попут коре храста

- форма ’Fastigiata’ на Калемегдану
- форма ’Laciniata’
- форма ’Pendula’
- форма ’Purpurea’
- форма ’Purpurea Pendula’
- форма ’Quercifolia’
- форма ’Quercoides’

## Споменици природе
У Србији је велики број изузетних стабала заштићен Законом о заштити природе и проглашен Споменицима природе.

Заштићена стабла европске букве:
- „Буква на Дедињу“ је део заштићене културно-просторне целине Сењак. Високо је 26 м, обима дебла 2,7 м, добија црвено лишће у току вегетације и веома је атрактивног изгледа.
- „Европска буква на Калемегдану“ је стабло импозантних димензија које расте на простору Калемегданског парка (веза Калемегдан), највећег и једног од најстаријих београдских паркова.

- Табла - ознака заштите
- Дебло и крошња
- Највеће гране подупрте су како се не би изломиле под сопственом тежином